# Jauja
Jauja – miasto i stolica prowincji Jauja w Peru. Leży w odległości 45 km na północny zachód od  stolicy regionu Junín - Huancayo. Liczba ludności miasta według spisu z 2007 r. wynosiła 16 424 osób.